# Farglory Financial Center
Le Farglory Financial Center (远雄金融中心) est un gratte-ciel de 208 mètres de hauteur construit de 2010 à 2013 à Taipei dans l'île de Taïwan. En 2023, il fait partie des dix plus hauts gratte-ciel de Taiwan .
L'immeuble a été conçu par l'architecte taiwanais, C.Y. Lee